# 공작 (동물)
공작(孔雀)은 꿩과 공작속에 속하는 새 두 종과 아프리카공작속에 속하는 새 한 종을 두루 일컫는 말이다. 소공작은 엄밀히 말해 공작은 아니다.

## 종류
공작에 속하는 종은 다음과 같다:
- 인도공작 (Pavo cristatus)
- 자바공작 또는 진공작 (Pavo muticus)
- 콩고공작 (Afropavo congensis)

### 인도공작
인도공작의 날개길이는 수컷이 50cm, 암컷이 40cm 정도이며, 일반적으로 가장 많이 알려진 종이다. 수컷은 칠면조보다 크며,  긴 목과 가슴은 금속성 청록색이고 배는 청자색이다. 위꼬리덮깃은 부채 모양이며, 녹색을 띤 긴 깃털에는 눈과 같은 동그란 무늬가 있으며 오색찬란하다. 이 긴 깃털은 꼬리깃과는 구별된다.
번식기간이 되면 수컷은 긴 꼬리덮깃을 부채 모양으로 펴서 암컷에게 구애행위를 한다. 암컷은 몸집이 수컷보다 작고 색상도 완전히 선명하지 않으며 목둘레의 청록색 광택 깃털을 제외하면 화려한 깃털도 없다.

### 진공작
진공작의 날개길이는 55cm, 몸길이는 60cm 정도이다. 몸은 녹색이고, 목과 앞가슴은 청색을 띤다. 꼬리덮깃은 꽃술 모양이며, 얼굴은 회백색이다. 암컷은 수컷보다 작고 갈색을 띤다.

## 특징과 습성
공작은 다른 친척보다 목이 비교적 가늘고 길며 날개가 둥굴고 짧다.
수명은 20년에서 25년 정도다.
공작은 나무가 빽빽하게 자란 밀림에서 서식하며 천적은 아시아사자, 호랑이, 들개, 표범, 맹금류 등이 천적이다.
공작은 적을 피할 때 짧고 둥근 날개로 나무위로 한번에 도망가기 때문에 쉽게 잡히지 않는다.
먹이는 달팽이·개구리·곤충 등을 땅을 파해쳐 잡아먹는다. 또한 열매, 곡류 및 수분이 많은 풀과 도마뱀, 설치류를 먹는데 때때로 농작물에 피해를 주기도 한다.
암컷은 땅 위에 둥지를 만들고 10개 정도의 갈색을 띤 알을 낳는다.
공작은 일부다처제이며 수컷의 장식깃의 눈알무늬가 많고 색이 선명할수록 암컷들에게 인기가 많다.
알은 포란 후 28일 뒤에 부화하며 암컷이 양육한다.수컷이 화려한 이유는 핸디캡이론으로 설명이 가능하다. 색이 화려하고 장식깃이 길면 포식자에게 잡아먹히기 쉬우니 지금까지 살아남아 구애를 하고 있다는 것 자체가 그 수컷의 능력을 증명하기 때문에 그렇게 화려해졌다고 알려져 있다.
하지만 수컷의 색은 어느 정도 보호색효과가 생겨서 아예 쓸모없는 것은 아니다.
공작은 암,수 상관없이 비행이 가능한데 날개의 특성 상 멀리는 날지 못하고 순간적으로 날렵하게 날아오를 때 도움이 된다.
공작은 고대에 매우 귀한 동물로 여겨져, 전 세계로 퍼지게 되었다. 고대 로마에서는 공작의 깃털로 장식된 구운 요리가 별미로 여겨졌다.

## 같이 보기
- 소공작